# Thomas Bug
 (juin 2018).
Le contenu est difficilement compréhensible vu les erreurs de traduction, qui sont peut-être dues à l'utilisation d'un logiciel de traduction automatique.
Thomas Bug, né le 13 mai 1970 à Spire, est un producteur, animateur de télévision et de radio allemand.

## Carrière professionnelle
Thomas Bug a commencé sa carrière radio en tant qu'étudiant à la Radio RPR à Ludwigshafen am Rhein. Après un stage chez R.SH à Kiel, les stations N-Joy à Hambourg (2004), hr3 à Francfort, FFH à Bad Vilbel et radio à Berlin/Potsdam ont suivi. Pendant son séjour à Eins Live, la jeune station de radio WDR (1995 à 2006), Thomas est tout simplement devenu Der Bug. De 2007 à 2008, il a pu être entendu avec l'émission hebdomadaire de personnalité Bug le samedi sur WDR2. En 2013, il est retourné au WDR 2 et a animé l'émission Zu Gast le samedi de 19h à 22h. D'avril 2015 au 25 juin 2016 on pouvait l'entendre tous les samedis de 20h à minuit avec Alles Bug. Depuis le 4 juillet 2016, il est passé au programme quotidien de WDR 2 et depuis lors, il présente le programme WDR2 Der Nachmittag entre 15h et 19h, du vendredi jusqu'à 20h, en alternance avec d'autres présentateurs. 
Après que Bug ait fait une excursion à la télévision dans les deux premières saisons de l'Allemagne en tant que juré sur RTL Television, il est revenu à la caméra en 2007. Il a interviewé des personnalités connues pour WDR et la chaîne numérique ARD Einsfestival dans son programme de 15 minutes de la BUG. De 2008 à 2014, il a présenté le programme WDR Hitlisten des Westens.

## Vie privée
Thomas vit à Cologne.

## Animation
- 2002-2004 : Deutschland sucht den SuperStar (1ère et 2ème saison) : Juge
- 2008-2014 : WDR Hitlisten des Westens : Animateur
- 2015-2016 : Alles Bug : Créateur et Animateur
- Depuis 2016 : WDR 2 Der Nachmittag : Animateur